# Ignacy Pieńkowski

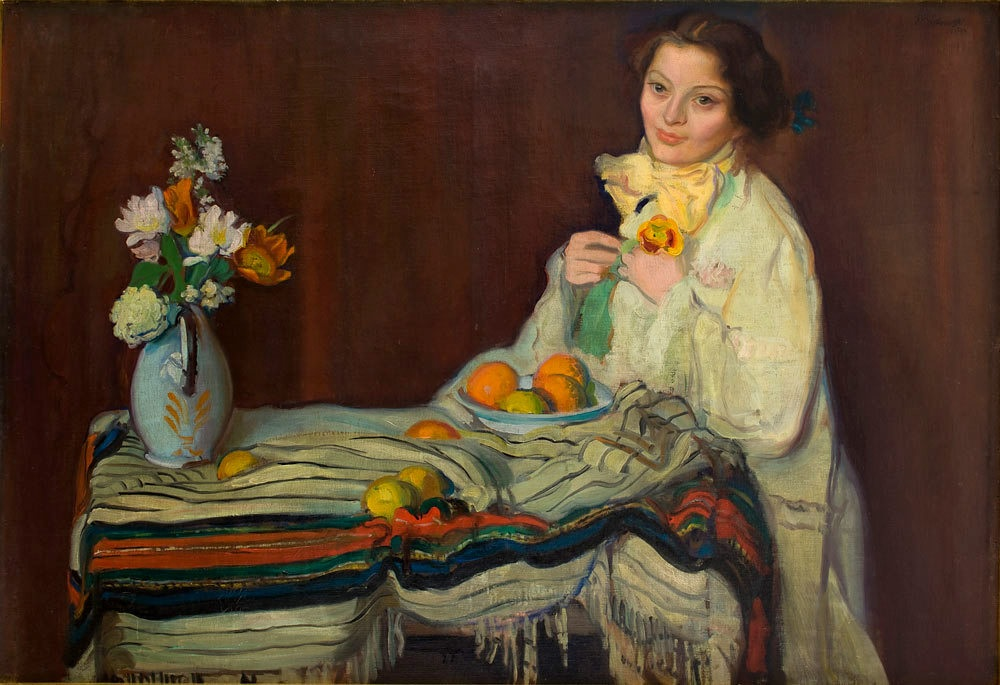
Portret żony przy stole, 1907 – Muzeum Narodowe w Krakowie

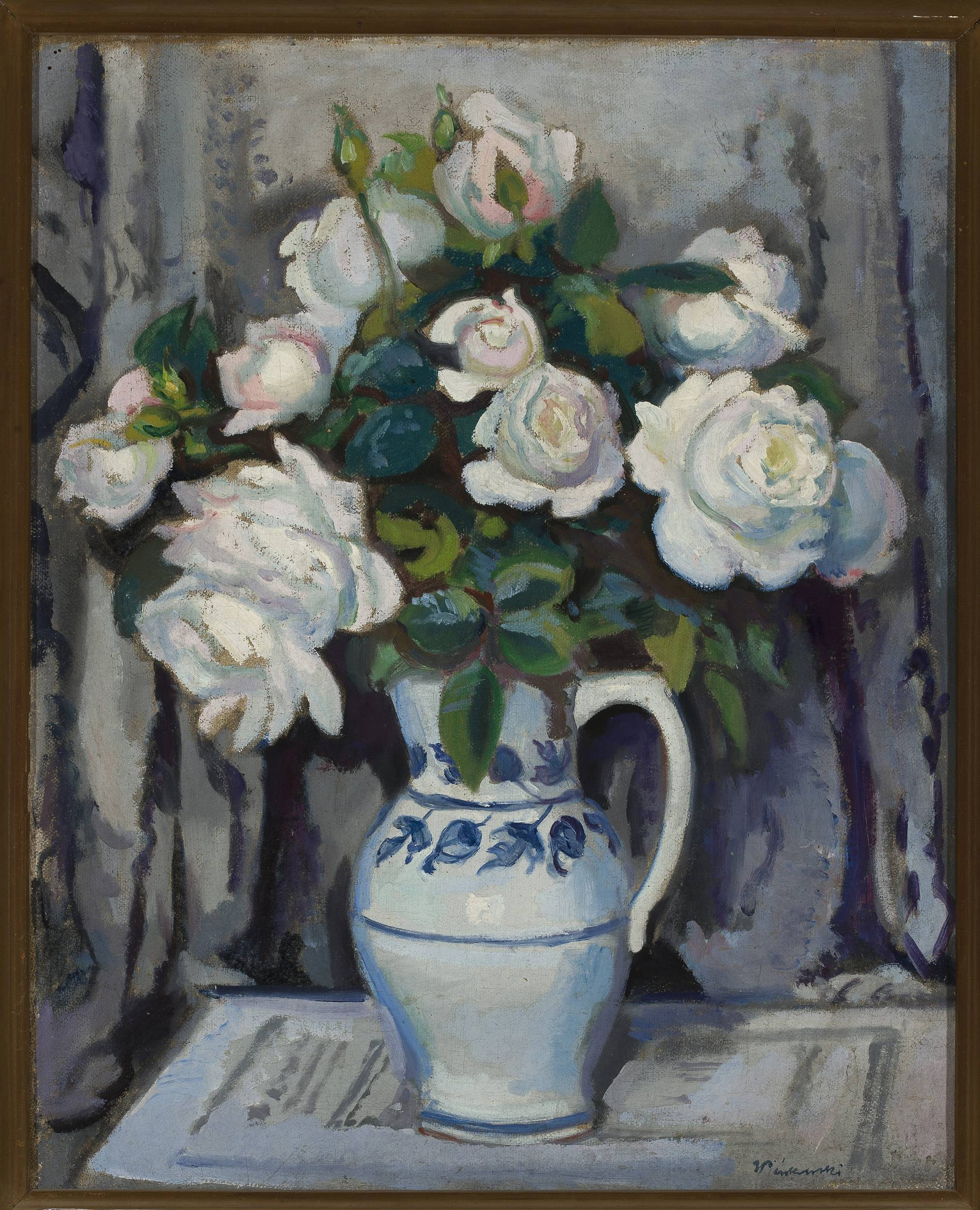
Róże w wazonie – Muzeum Narodowe w Warszawie.

Ignacy Wincenty Pieńkowski (ur. 19 lipca 1877 w Dołubowie (Dołubniowie) na Podlasiu, zm. 6 września 1948 w Krakowie) – polski malarz, wykładowca Akademii Sztuk Pięknych w Krakowie.

## Życiorys
Urodził się w majątku Dołubowo w rodzinie ziemiańskiej. Jego rodzicami byli Ludwik Pieńkowski i Wiktoria z Władyczańskich. W latach 1892–1895 uczył się malarstwa w Szkole Rysunkowej w Warszawie u Wojciecha Gersona, a następnie w Akademii Sztuk Pięknych w Krakowie pod kierunkiem Teodora Axentowicza i Leona Wyczółkowskiego. W 1898 roku wyjechał do Paryża, gdzie uzupełniał studia w Akademii Juliana, po czym kształcił się w Monachium i Rzymie. Podróżował do Francji, Włoch, Rosji i Brazylii.
Jako pedagog wykładał w Szkole Sztuk Pięknych w Warszawie w latach 1909–1913. W 1916 roku organizował wystawę sztuki polskiej w Moskwie, mieszkał na Krymie. W 1918 roku objął katedrę malarstwa Akademii Sztuk Pięknych w Krakowie. Był członkiem Towarzystwa Artystów Polskich „Sztuka” i Związku Zawodowego Polskich Artystów Plastyków. Regularnie uczestniczył w wystawach Towarzystwa Artystów Polskich „Sztuka”, miał także wiele wystaw indywidualnych, m.in. w brazylijskiej Kurytybie 1925. 11 listopada 1937 został odznaczony Krzyżem Komandorskim Orderu Odrodzenia Polski. Okres II wojny światowej spędził w Krakowie. Po inauguracji krakowskiej ASP 29 marca 1945 ponownie objął katedrę malarstwa, którą prowadził do śmierci. 
Twórczość Ignacego Pieńkowskiego wykazuje silne związki z francuską sztuką postimpresjonistyczną. Do jego uczniów należeli m.in.: Tadeusz Kantor, Stanisław Borysowski, Tadeusz Brzozowski, Jan Cybis, Józef Gaczyński, Stefan Maciej Makarewicz.
Jego obrazy znajdują się w Muzeum Narodowym w Warszawie, Muzeum Narodowe w Krakowie, Muzeum Podlaskim w Białymstoku oraz w prywatnych kolekcjach. W Muzeum Rolnictwa w Ciechanowcu znajduje się stała wystawa poświęcona Ignacemu Pieńkowskiemu – jego obrazy prezentowane są tam wśród przedmiotów przeniesionych z dworu Pieńkowskich w Sutnie.
Był dwukrotnie żonaty: od 30 czerwca 1906 z Józefiną Alicją z Rogoszów, aktorką i literatką, później od 27 stycznia 1915 z malarką Ireną Marią z Ostrowskich (1887–1974), swoją studentką. Mimo dwóch małżeństw, pozostał bezdzietny.

## Niektóre prace
- Pejzaż z łódką
- Pejzaż
- Modelka z japońską parasolką
- Prymule
- Dalie
- Martwa natura z dzbanem do wina
- Żebracy
- Portret kobiety z pomarańczami
- Wieś tatrzańska